# Juliette Adam
Juliette Adam, fr: ʒyliɛt adɑ̃ z domu Lambert (ur. 4 października 1836 w Verberie, zm. 23 sierpnia 1936 w Callian (Var)) – francuska pisarka, autorka opowiadań i książek o tematyce politycznej i społecznej.
Prowadziła salon literacki, który wywierał wpływ na politykę. Pod nazwiskiem męża La Messine’a, opublikowała w 1858 r. tom opowiadań. Po zawarciu drugiego małżeństwa w 1868 r. z E. Adamem publikowała przeważnie pod nazwiskiem panieńskim.

## Twórczość
- „Le siège de Paris” (1873),
- „Le roman de mon enfance et de ma jeunesse” (1902),
- „Mes premières armies littéraires et politiques” (1904),
- „Mes sentiments et nos idées avant 1870” (1905),
- „Mes illusions et nos souffrances durant le siège de Paris” (1906),
- „L’Angleterre en Egypte” (1922),
- „L’Egypte: une leçon diplomatique” (1924)